# EDIUS
EDIUS（エディウス）とは、グラスバレー株式会社 (旧トムソン・カノープス) が2003年から開発・販売している、日本製のノンリニア編集用ソフトウェア。
SD/HD/Full HD/4K/8Kなどマルチフォーマット対応やAVCHDやデジタル一眼動画のネイティブ編集、その映像の混在編集、デュアルディスプレイ表示も可能な独特なマルチウインドウ構成のGUIなどを特徴とし、DVD/Blu-rayのオーサリングからSDカードにエクスポートするAVCHD出力、iPad/YouTubeなどへのエクスポータを実装し、入力から出力までオールインワンの機能を有する。
EDIUS Neo 3が家電量販店のPOSデータを集計したBCNランキングで1位を獲得した。パナソニックとは、AVCHDフォーマット普及に向けて協業に合意したことが発表され、EDIUS Neo 2 Boosterから、AVCHDネイティブ編集に対応している。また、EDIUS 6からはQuickTime/H.264ネイティブ編集にも対応している。

## 概要
DV、HDV、AVCHD、XAVC等のフォーマットに対応するほか、GrassValley HQという独自編集用コーデックを持つことが特徴である。当初はアクセラレーションボード、DVStormシリーズのハードウェアDVコーデックを用いていたが、マルチコアCPUの登場とともに、CPUの性能を限界まで引き出すことで、PCの性能に合わせてリアルタイム性を高めることができるスケーラブルテクノロジーの思想に一新し、ハイビジョンリアルタイム編集を実現した。
現行バージョンは「EDIUS X Pro」と「EDIUS X Workgroup」。上位版のEDIUS Workgroupは専用ワークステーションに付属している。また、EDIUS Proのエンジンを踏襲したミドルレンジモデル「EDIUS Neo」や、ジャストシステムとの共同開発で初等教育の検定教科書にも採用される初心者向けの「エディウスJ」、そしてエントリー向けの「EDIUS Express」（ダウンロード販売限定）があったが、在庫限りで販売を終了しているため、2018年11月現在は一般向け販売はProのみとなっている。

## 現在のソフトウェアパッケージ

### EDIUS / EDIUS Pro
EDIUSシリーズの一般モデル。バージョン6はタイトルからProが取れ、単にEDIUS 6となっていたが、次バージョンの6.5では再びProが付くようになった。Pro 6.5以降はUSBドングルが不要（インターネットでのライセンス認証方式に変更、Pro 8からはEDIUS IDの登録も必要）となった。
EDIUS 5.5でWindows 7へと対応した。EDIUS 7からは64bit版のWindows 7及び8のみの対応となった。EDIUS Pro 8からはWindows 10も正式対応OSに加わっている（要アップデート）。
EDIUS 10にあたるバージョンからEDIUS Xへと改称し、動作環境としてAVX2対応CPUが必須となった。対応OSはWindows 10 64-bit Version 1903以降とWindows 11 64-bit（※Windows 7、および、 Windows 8 / 8.1では使用不可）

### Mync
EDIUS Pro 8 から搭載された「GV Browser」を独立化させたもの。
静止画と動画のコンテンツを効率的に管理して活用するソフトで、EDIUS Pro 8 / Workgroup 8とも連携する。2017年3月からは「Mync Basic」「Mync Standard」2種でソフト単体での販売（Mync Basicは期間限定で無料）が開始され、EDIUSに付属していた「GV Browser」は「Mync Standard」と変更になった。

## 過去のソフトウェアパッケージ
Pro6.5/Neo3.5/Expressからはモジュールが統一化され、アップデータも一つにまとめられた（インストール時のシリアルナンバーでElite,Pro,Neo,Expressを判別する）。

### エディウスJ
EDIUSシリーズのエントリーモデル。ジャストシステムから小学校などの教育機関向けのビデオ編集ソフトとして発売されていた。このエディションのみローマ字ではなくカタカナで「エディウス」と表記された。

### EDIUS Express
エディウスJ同様エントリー向け。Neoと比べ、機能は大幅に制限されているが、タイトル入力やトランジションといった基本機能は有していた。

### EDIUS Neo
EDIUSシリーズのミドルレンジモデル。トランジションやビデオフィルタをはじめ、無制限に拡張できるトラック（ビデオ・タイトル・オーディオ共に）や同時に複数のシーケンスを編集できるネストシーケンス機能などを有していた。エディウスJとは異なり、ユーザーインターフェースはEDIUS Proを同一のものが採用されており、搭載されているエンジンもEDIUS Proがベースとされていた。その為、プレイヤーとレコーダで構成されるプレビュー画面やデュアルモニタの対応など映像クリエイター向け設定も用意されていた。バージョン2から、自社製編集ボードに対応し、HDSPARKとFIRECODER Bluのセット版が販売されていた。パナソニックのAVCCAMにはバンドルもされていた。2009年11月に発売された、「EDIUS neo 2」の機能拡張版である「EDIUS neo 2 booster」では、EDIUSシリーズとしては初めて正式にWindows 7へと対応した。

## システムパッケージ

### EDIUS ワークステーション
EDIUSのノンリニア編集ワークステーションには、REXCEED（レクシード）/HDWSシリーズがある。hp製の業務用ワークステーションをベースに、EDIUSの最上位モデル「EDIUS Elite」とSTORMなどの専用ハードウェアで構成するREXCEED MxxxV、REXCEED Mxxxxのシリーズと自社製ワークステーションをベースに展開しているHDWSシリーズのラインアップ。サーバーシステムを追加した蓄積・送出までの拡張性を有する。2019年7月現在はREXCEED Z2000 / Z4000 / X15LT G4 A/G5、HDWS 4K3 / Elite、HDWS 8K Expressなどが発売されており、「EDIUS Workgroup 9」がインストールされている。* REXCEED/HDWS

### EDIUS システム
EDIUSには、グラスバレー株式会社が開発するノンリニア編集システムがある。かつては、EDIUSバンドルタイプも発売されていた。
- HDSPARK（発売終了）

HDSPARKは、EDIUS 6/Pro6.5とHDMI出力搭載のハードウェアによる編集システム。HDMI出力で絵と音を同時に撮影クオリティのまま確認しながら編集できる。
- HDSTORM / HDSTORM PLUS / HDSTORM CLASSIC（発売終了）

HDSTORMは、EDIUS 6とHDMI入出力搭載のハードウェアによる編集システム。ビデオカメラからHDMI出力された映像をハードウェアエンコードでリアルタイムにCanopus HQ Codecでキャプチャできる。AVCHDやXactiを代表とするH.264形式で撮影される映像は圧縮率が高く、EDIUSの場合Cnopus HQへの変換が必要とされるが、HDSTORMを用いることで取り込み、編集できる。
HDSTORM PLUSは、HDSTORMに加え、アナログの入出力とHDMIの入出力を搭載した5インチベイ HDSTORM Bayの組み合わせである。アナログ映像のキャプチャやコンポーネントによるマスモニへの出力、ケーブルの着脱の利便性向上などの特徴が上げられる。HDSTORM CLASSICは、HDSTORM PLUS同様HDSTORM BAYとの組み合わせ。現在は3機種共に発売終了。
- STORM MOBILE

様々なプラットフォームに対応したインタフェースユニット。HD STORMの後継で、従来の機能を5インチベイに集約させた。5インチベイ内蔵型、外付け型があり、外付け型にはデスクトップ用とノート用、そしてそれぞれにEDIUS 6/Pro6.5をバンドルした物が用意される（2017年3月現在はバンドル無しの物のみ販売）。

## テクノロジー
- Grass Valley HQ Codec(旧Canopus HQ Codec)

自社で開発した編集用コーデック。映像のクオリティを完全に維持するには非圧縮データを用いる必要があるが、ハイビジョンの非圧縮映像は約1.5Gbpsものデータ量になり、記録には膨大な容量を、編集にはレンダリングやハードディスクのRAIDシステムの構築を必要とする。その為、地上デジタル放送は約17Mbps、HDVは約25Mbps、AVCHDは約15Mbps程度に圧縮して記録しているが、圧縮率が高くなるほどパソコンでの取り扱いが難しくなるため一長一短がある。Canopus HQ Codecは、オリジナルの映像品位と編集のパフォーマンスが両立されるように約150Mbps程度に圧縮伸張されている。可変ビットレート方式が採用され、AVIコーデックであるため1フレーム単位で編集でき、アルファチャンネルにも対応する。なお、AVCHDをCanopus HQ Codecに変換するCanopus AVCHD converterや、HDMI伝送の非圧縮のハイビジョンをCanopus HQ Codecにハードウェアでリアルタイムにエンコードするボード及びユニット(HDSTORM、STORM MOBILE)がある。
- Grass Valley HQX Codec(旧Canopus HQX Codec)

Canopus HQ Codecの特性を進化させたコーデック。EDIUSの第6世代（EDIUS 6）から採用されている。HQ CodecがDVやHDV、AVCHDなど最大1920×1080ピクセルまでのビデオ信号を中心とする解像度の編集（レンダリング）をサポートするのに対して、HQX Codecは、最小24×24から最大4096×2160ピクセルのレンダリングエンジンを搭載し、WEB用の特殊な解像度やRedOneなどの4k、スコープ・ビスタサイズ、デジタルサイネージで用いる縦型ムービーの製作を行えるとしている。
色深度は10bitに対応するため、業務用カメラで収録した10bitカメラの編集に親和性がある。
- GV Browser

Pro 8から搭載された機能。各種ストレージに記録されている動画や静止画のコンテンツ等を統合管理するアプリケーション。EDIUSを起動することなく素材の取り込みと整理が可能になる。